# 宮崎県中学校一覧
| 総数                            | 136校            |
| 国立                            | 1校              |
| 公立                            | 126校            |
| 私立                            | 9校              |
| 教育委員会所在地                | 〒753-8501       |
| 宮崎県宮崎市橘通東二丁目10番1号 |                  |
| 公式サイト                      | 宮崎県教育委員会 |

宮崎県中学校一覧（みやざきけんちゅうがっこういちらん）は、宮崎県の中学校および中等教育学校（前期課程）の一覧。

## 国立中学校
- 宮崎大学教育学部附属中学校（宮崎市）

## 公立中学校・中等教育学校

### 宮崎市 （26）

#### 県立
- 宮崎県立宮崎西高等学校附属中学校

#### 市立
- 宮崎市立宮崎東中学校
- 宮崎市立宮崎西中学校
- 宮崎市立宮崎中学校
- 宮崎市立大淀中学校
- 宮崎市立大宮中学校
- 宮崎市立檍中学校
- 宮崎市立赤江中学校
- 宮崎市立木花中学校
- 宮崎市立青島中学校
- 宮崎市立宮崎北中学校
- 宮崎市立住吉中学校
- 宮崎市立生目中学校
- 宮崎市立本郷中学校
- 宮崎市立大塚中学校
- 宮崎市立東大宮中学校
- 宮崎市立生目南中学校
- 宮崎市立赤江東中学校
- 宮崎市立生目台中学校
- 宮崎市立佐土原中学校
- 宮崎市立広瀬中学校
- 宮崎市立久峰中学校
- 宮崎市立田野中学校
- 宮崎市立高岡中学校
- 宮崎市立清武中学校
- 宮崎市立加納中学校
- 宮崎市立ひなた中学校

### 都城市 （19）

#### 県立
- 宮崎県立都城泉ヶ丘高等学校附属中学校

#### 市立
- 都城市立姫城中学校
- 都城市立小松原中学校
- 都城市立妻ケ丘中学校
- 都城市立五十市中学校
- 都城市立祝吉中学校
- 都城市立沖水中学校
- 都城市立志和池中学校
- 都城市立庄内中学校
- 都城市立西岳中学校
- 都城市立夏尾中学校
- 都城市立中郷中学校
- 都城市立西中学校
- 都城市立山之口中学校
- 都城市立高城中学校
- 都城市立有水中学校
- 都城市立山田中学校
- 都城市立高崎中学校
- 都城市立笛水中学校

### 延岡市 （16）
- 延岡市立延岡中学校
- 延岡市立恒富中学校
- 延岡市立岡富中学校
- 延岡市立旭中学校
- 延岡市立西階中学校
- 延岡市立南中学校
- 延岡市立東海中学校
- 延岡市立土々呂中学校
- 延岡市立南浦中学校
- 延岡市立北浦中学校
- 延岡市立北川中学校
- 延岡市立北方学園
- 延岡市立黒岩小中学校
- 延岡市立上南方小中学校
- 延岡市立三川内小中学校
- 延岡市立島野浦学園

### 日南市 （9）
- 日南市立飫肥中学校
- 日南市立油津中学校
- 日南市立吾田中学校
- 日南市立日南東郷小中学校
- 日南市立細田中学校
- 日南市立鵜戸小中学校
- 日南市立南郷中学校
- 日南市立榎原中学校
- 日南市立北郷小中学校

### 小林市 （9）
- 小林市立小林中学校
- 小林市立細野中学校
- 小林市立西小林中学校
- 小林市立永久津中学校
- 小林市立東方中学校
- 小林市立三松中学校
- 小林市立須木中学校
- 小林市立野尻中学校
- 小林市立紙屋中学校

### 日向市 （7）
- 日向市立富島中学校
- 日向市立岩脇中学校
- 日向市立美々津中学校
- 日向市立日向中学校
- 日向市立財光寺中学校
- 日向市立大王谷中学校
- 日向市立東郷中学校

### 串間市 （1）
- 串間市立串間中学校

### 西都市 （6）
- 西都市立妻中学校
- 西都市立穂北中学校
- 西都市立都於郡中学校
- 西都市立三納小中学校
- 西都市立三財小中学校
- 西都市立銀鏡中学校

### えびの市 （4）
- えびの市立飯野中学校
- えびの市立上江中学校
- えびの市立加久藤中学校
- えびの市立真幸中学校

### 北諸県郡
- 三股町立三股中学校

### 西諸県郡
- 高原町立高原中学校
- 高原町立後川内中学校

### 東諸県郡
- 国富町立本庄中学校
- 国富町立八代中学校
- 国富町立木脇中学校
- 綾町立綾中学校

### 児湯郡
- 高鍋町立高鍋東中学校
- 高鍋町立高鍋西中学校
- 新富町立富田中学校
- 新富町立新田小中学校
- 新富町立上新田中学校
- 西米良村立西米良中学校
- 木城町立みどりの杜木城学園
- 川南町立唐瀬原中学校
- 川南町立国光原中学校
- 都農町立都農中学校

### 東臼杵郡
- 門川町立門川中学校
- 諸塚村立諸塚中学校
- 椎葉村立椎葉中学校
- 美郷町立南郷中学校
- 美郷町立西郷義務教育学校
- 美郷町立美郷北義務教育学校

### 西臼杵郡

#### 県立
- 宮崎県立五ヶ瀬中等教育学校

#### 町立
- 高千穂町立高千穂中学校
- 日之影町立日之影中学校
- 五ヶ瀬町立五ヶ瀬中学校

## 私立中学校
- 尚学館中学校（延岡市）
- 日向学院中学校（宮崎市）
- 宮崎学園中学校（宮崎市）
- 宮崎日本大学中学校（宮崎市）
- 日章学園中学校（宮崎市）
- 鵬翔中学校（宮崎市）
- 宮崎第一中学校（宮崎市）
- 日南学園中学校（日南市）
- 聖心ウルスラ学園聡明中学校（延岡市）